# Jüdischer Friedhof (Winnweiler)

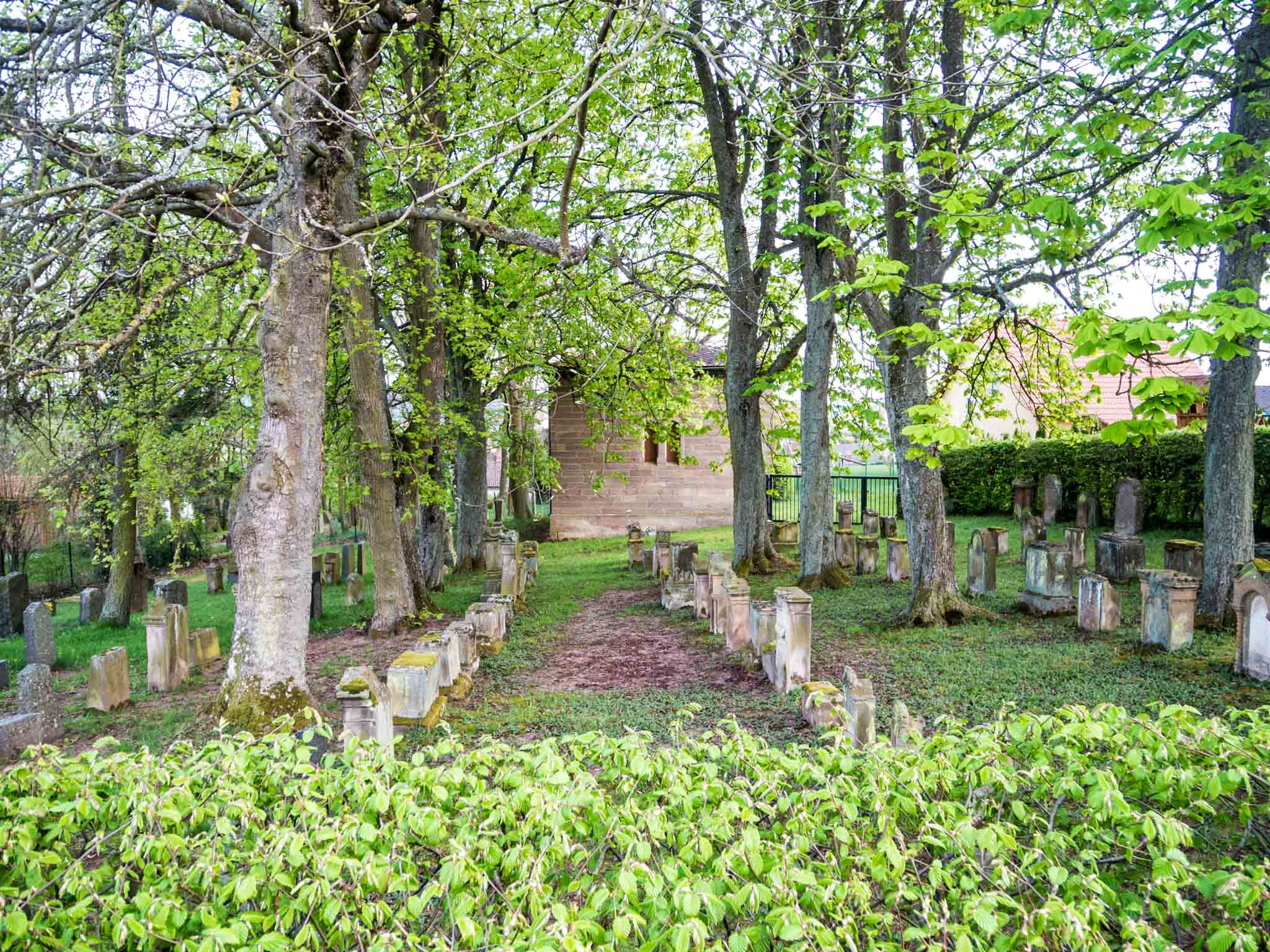
Jüdischer Friedhof in Winnweiler

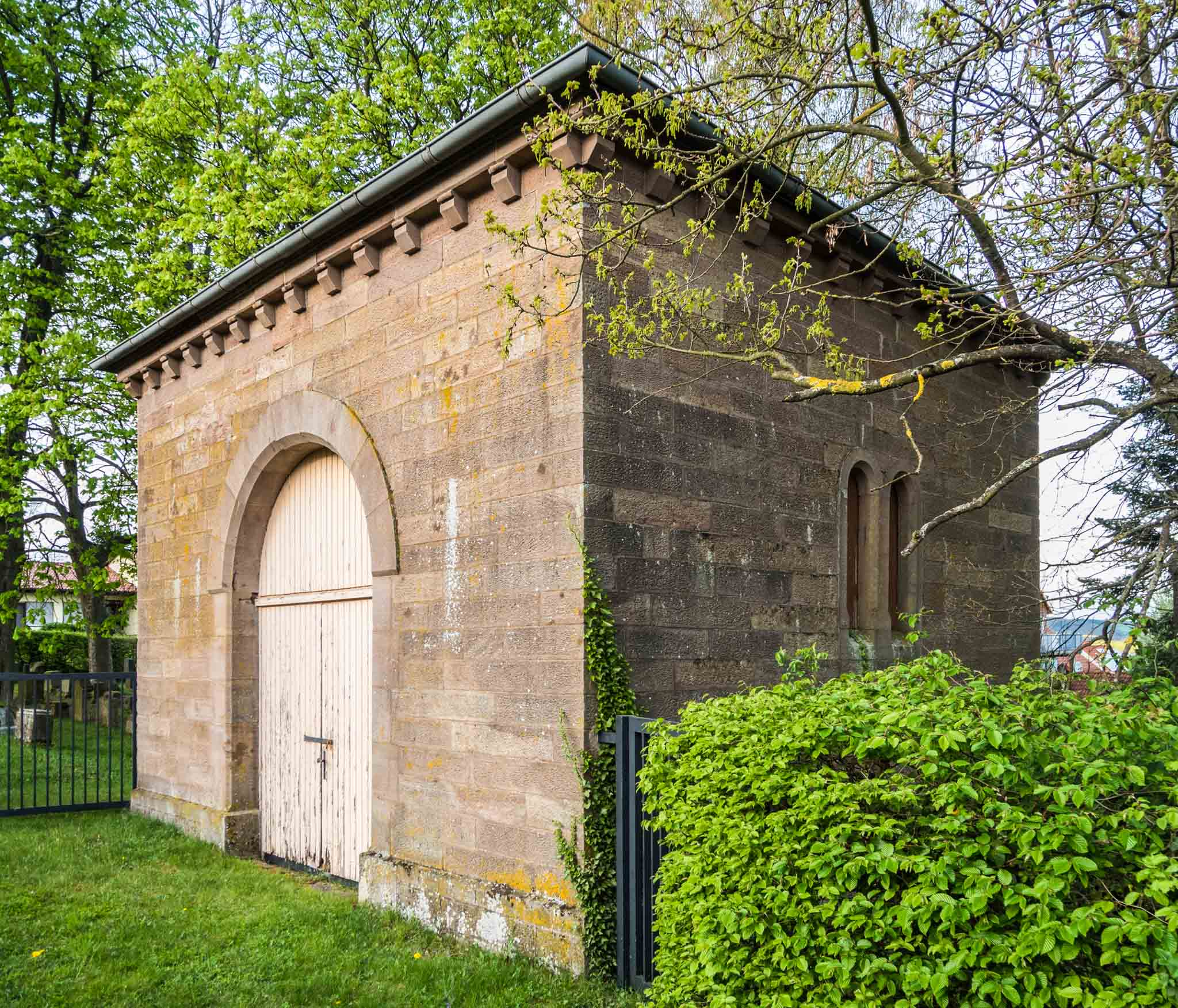
Taharahaus

Der Jüdische Friedhof Winnweiler ist ein jüdischer Friedhof in Winnweiler im Donnersbergkreis in Rheinland-Pfalz. Als Ensemble ist er ein geschütztes Kulturdenkmal. Der Friedhof befindet sich an der Schulstraße, unweit des Ortsausgangs in Richtung Wingertsweilerhof. Es sind 346 Grabsteine erhalten.

## Geschichte
Die Angaben darüber, wann der Friedhof angelegt wurde, schwanken und widersprechen sich: „vor 1721“, wohl 1725. Bestattungen wurden vorgenommen vom ersten Drittel des 18. Jahrhunderts bis ins erste Drittel des 20. Jahrhunderts und dann wieder 1963.
Das Taharahaus wurde 1856 errichtet. Es ist der einzige noch unverändert erhaltene jüdische Kultbau der Nordpfalz, der nie einem anderen Verwendungszweck diente.
Um 1880 wurde der Friedhof erweitert. Im 19. Jahrhundert diente der Verbandsfriedhof, der sich in einen älteren (18./19. Jahrhundert) und einen neueren Teil (20. Jahrhundert) gliedert, auch den Juden aus Alsenbrück, Enkenbach, Gonbach, Hochspeyer, Imsbach, Kaiserslautern, Lohnsfeld, Mehlingen, Münchweiler, Otterberg und Sembach.
In der Zeit des Nationalsozialismus wurde der Friedhof teilweise zerstört. Nach Kriegsende konnte er wiederhergestellt werden. Im Jahr 1987 wurde der Friedhof geschändet.